# Tectaria puberula
Tectaria puberula là một loài thực vật có mạch trong họ Dryopteridaceae. Loài này được (Desv.) C. Chr. miêu tả khoa học đầu tiên năm 1932.